# SingStar Rocks!
SingStar Rocks! es un juego multijugador de karaoke del sistema PlayStation 2 publicado por Sony Computer Entertainment Europe y desarrollado por SCEE y London Studio. Este es la 5ª entrega en la saga SingStar, y la primera lanzada en los Estados Unidos.

## El juego
SingStar Rocks! es un juego de karaoke en el que los jugadores cantan canciones para conseguir puntos. Los jugadores interactúan con la PS2 por los micrófonos USB, mientras una canción es mostrada, junto a su video musical, en pantalla.  Las partidas son de 2 o más jugadores, con distintos niveles de dificultad.
Las versiones por países contienen canciones del género rock; o algunas canciones de otros géneros musicales como el pop o el indie rock.

## Lista de canciones por país
En la última columna, aparece la canción que fue sustituida en la versión internacional por las canciones de cada país.

### Lista Española
| Artista                      | Canción                                              | Canción Sustituida...                           |
| ---------------------------- | ---------------------------------------------------- | ----------------------------------------------- |
| SingStar Rocks!              |                                                      |                                                 |
| Amaral                       | "Revolución"                                         | Bloc Party - "Banquet"                          |
| Barricada                    | "No Hay Tregua"                                      | Bowling For Soup - "1985"                       |
| Blur                         | "Song 2"                                             |                                                 |
| Coldplay                     | "Speed Of Sound"                                     |                                                 |
| Christina y los Subterráneos | "Voy En Un Coche"                                    | Deep Purple - "Smoke On The Water"              |
| Dover                        | "Serenade"                                           | Franz Ferdinand - "Do You Want To"'             |
| Extremoduro                  | "So payaso"                                          | Gwen Stefani - "What You Waitin' For?"          |
| El Canto del Loco            | "Besos"                                              | Hard-Fi - "Hard To Beat"                        |
| Fito y Fitipaldis            | "La Casa por el Tejado"                              | Hole - "Celebrity Skin"                         |
| Hamlet                       | "Antes y Después"                                    | Jet - "Are You Gonna Be My Girl?"               |
| Héroes del Silencio          | "Maldito Duende"                                     | Kasabian - "Club Foot"                          |
| Joaquín Sabina               | "El Blues De Lo Que Pasa En Mi Escalera"             | Kings Of Leon - "The Bucket"                    |
| Keane                        | "Everybody's Changing"                               |                                                 |
| Loquillo y los Trogloditas   | "El ritmo del garaje"                                | KT Tunstall - "Black Horse And The Cherry Tree" |
| M Clan                       | "Sopa fría"                                          | Maxïmo Park - "Apply Some Preasure"             |
| Mägo de Oz                   | "La Costa del Silencio"                              | Queen - "Don't Stop Me Now"                     |
| Marea                        | "Ciudad De Los Gitanos"                              | Queen Of The Stone Age - "Go With The Flow"     |
| Medina Azahara               | "Necesito respirar"                                  | Razorlight - "Somewhere Else"                   |
| Nirvana                      | "Come as You Are"                                    |                                                 |
| The Offspring                | "Self-Esteem"                                        |                                                 |
| Pereza                       | "Pienso en Aquella Tarde"                            | Scorpions - "Wind Of Change"                    |
| Los Piratas                  | "Promesas Que No Valen Nada"                         | Snow Patrol - "Run"                             |
| Platero y Tú                 | "Juliette"                                           | Stereophonics - "Dakota"                        |
| Porretas                     | "Pongamos Que Hablo de Madrid"                       | The Bravery - "An Honest Mistake"               |
| Los Rodríguez                | "Palabras Más, Palabras Menos"                       | The Cardigans - "My Favourite Game"             |
| The Rolling Stones           | "Paint It Black"                                     |                                                 |
| Rosendo                      | "Vaya Ejemplar de Primavera"                         | The Hives - "Hate To Say I Told You So"         |
| Seguridad Social             | "Quiero tener tu presencia"                          | The Killers - "Somebody Told Me"                |
| Siniestro Total              | "¿Quiénes somos? ¿De dónde venimos? ¿A dónde vamos?" | The Undertones - "Teenage Kicks"                |
| Sôber                        | "Arrepentido"                                        | Thin Lizzy - "The Boys Are Back In Town"        |

### Lista Alemana
| Lista Alemana     | Lista Alemana                  | Lista Alemana                                |
| Artista           | Canción                        | Canción Sustituida                           |
| ----------------- | ------------------------------ | -------------------------------------------- |
| SingStar Rocks!   |                                |                                              |
| Christina Stürmer | "Ich Lebe 2005"                | Bloc Party - "Banquet"                       |
| Echt              | "Du Trägst Keine Liebe In Dir" | Hard-Fi - "Hard To Beat"                     |
| Extreme           | "More Than Words"              | Kings Of Leon - "The Bucket"                 |
| Juli              | "Perfekte Welle"               | Mäximo Park - "Apply Some Pressure"          |
| Matthias Reim     | "Verdammt, Ich Lieb Dich"      | Queens Of The Stone Age - "Go With The Flow" |
| Revolverheld      | "Die Welt Steht Still"         | Snow Patrol - "Run"                          |
| Rosenstolz        | "Es Könnt' Ein Anfang Sein"    | Stereophonicks - "Dakota"                    |
| Selig             | "Ist Es Wichtig?"              | The Bravery - "An Honest Mistake"            |
| Tocotronic        | "This Boy Is Tocotronic"       | The Cardigans - "My Favourite Game"          |
| Wir sind Helden   | "Denkmal"                      | The Hives - "Hate To Say I Told You So"      |

### Lista Americana
SingStar Rocks!, fue el primer título lanzado en América en 2007. No sigue plenamente la línea temática con la cual se presenta (Rocks!), sino que la lista de canciones es una lista variada, compuesta a base de canciones de todos los SingStar lanzados en Europa; algo parecido a la primera versión de SingStar,, donde casi todos los géneros son abarcados. Además, parece ser que esta primera versión americana tiene los mismos problemas que tuvo aquí la primera versión.
| Lista Americana                      | Lista Americana                                 | Lista Americana      |
| Artista                              | Canción                                         | Ya Incluida en...    |
| ------------------------------------ | ----------------------------------------------- | -------------------- |
| SingStar Rocks! USA                  |                                                 |                      |
| Aretha Franklin                      | "Respect"                                       | SingStar Legends     |
| B-52's                               | "Love Shack"                                    | SingStar '90s        |
| Bloc Party                           | "Banquet"                                       | SingStar Rocks! [UK] |
| Blur                                 | "Song 2"                                        | SingStar Rocks!      |
| Coldplay                             | "Speed Of Sound"                                | SingStar Rocks!      |
| Dusty Springfield                    | "Son of a Preacher Man"                         | SingStar Legends     |
| D.J. Jazzy Jeff and The Fresh Prince | "Summertime"                                    | SingStar R&B         |
| Elton John                           | "Rocket Man"                                    | SingStar Legends     |
| Fall Out Boy                         | "Dance, Dance"                                  | SingStar Pop Hits UK |
| Gloria Gaynor                        | "I Will Survive"                                | SingStar Anthems     |
| Good Charlotte                       | "Girls & Boys"                                  | SingStar             |
| Gwen Stefani                         | "Cool"                                          |                      |
| Hole                                 | "Celebrity Skin"                                | SingStar Rocks! [UK] |
| Jet                                  | "Are You Gonna Be My Girl?"                     | SingStar Rocks! [UK] |
| Joss Stone                           | "Super Duper Love (Are You Diggin On Me?)"      | SingStar Popworld UK |
| Keane                                | "Everybody's Changing"                          | SingStar Rocks!      |
| KT Tunstall                          | "Black Horse and the Cherry Tree"               | SingStar Rocks! [UK] |
| Lynyrd Skynyrd                       | "Sweet Home Alabama"                            | SingStar Legends     |
| Marvin Gaye                          | "I Heard It Through the Grapevine"              | SingStar Legends     |
| Naked Eyes                           | "(There's) Always Something There to Remind Me" |                      |
| Scissor Sisters                      | "Take Your Mama"                                | SingStar Party UK    |
| Scorpions                            | "Wind of Change"                                | SingStar Rocks! [UK] |
| The Cure                             | "Friday I'm in Love"                            | SingStar '90s        |
| The Hives                            | "Hate to Say I Told You So"                     | SingStar Rocks! [UK] |
| The Killers                          | "Somebody Told Me"                              | SingStar Rocks! [UK] |
| The Offspring                        | "Self-Esteem"                                   | SingStar Rocks!      |
| The Police                           | "Every Breath You Take"                         | SingStar Party       |
| The Rolling Stones                   | "Paint it, Black"                               | SingStar Rocks!      |
| The White Stripes                    | "Orchid"                                        |                      |
| Thin Lizzy                           | "The Boys Are Back In Town"                     | SingStar Rocks! [UK] |

- [UK]: Procedente de la versión anglosajona (internacional), diferente de la española.

### Lista Australiana / Neozelandesa
| Lista Australiana / Neozelandesa | Lista Australiana / Neozelandesa     | Lista Australiana / Neozelandesa                |
| Artista                          | Canción                              | Canción Sustituida                              |
| -------------------------------- | ------------------------------------ | ----------------------------------------------- |
| SingStar Rocks!                  |                                      |                                                 |
| The Church                       | "Unguarded Moment"                   | Bloc Party - "Banquet"                          |
| Dragon                           | "April Sun In Cuba"                  | Hard-Fi - "Hard To Beat"                        |
| End Of Fashion                   | "O Yeah"                             | Kasabian - "Club Foot"                          |
| The Exponents                    | "Why Does Love Do This To Me?"       | Keane - "Everybody's Changing"                  |
| GANGgajang                       | "Sounds Of Then (This Is Australia)" | Kings of Leon - "The Bucket"                    |
| Grinspoon                        | "Hard Act To Follow"                 | KT Tunstall - "Black Horse and the Cherry Tree" |
| INXS                             | "Never Tear Us Apart"                | Maxïmo Park - "Apply Some Pressure"             |
| Killing Heidi                    | "I Am"                               | Queen - "Don't Stop Me Now"                     |
| Men at Work                      | "Down Under"                         | Queens of the Stone Age - "Go with the Flow"    |
| Powderfinger                     | "(Baby I've Got You) On My Mind"     | Razorlight - "Somewhere Else"                   |
| Powderfinger                     | "These Days"                         | Snow Patrol - "Run"                             |
| The Screaming Jets               | "Better"                             | The Bravery - "An Honest Mistake"               |
| The Swingers                     | "Counting The Beat"                  | The Hives - "Hate to Say I Told You So"         |
| The Veronicas                    | "4ever"                              | The Undertones - "Teenage Kicks"                |

### Lista Belga / Holandesa
En la Bélgica alemana y las zonas holandesas, se lanzó esta versión con canciones muy conocidas en ambos países y además con un cambio de nombre a SingStar Rocks! TMF. TMF es un canal musical, propiedad de MTV, y es quien se encargó de hacer la selección de canciones. Además, también fueron distribuidas copias de la versión internacional.
| Lista Belga / Holandesa | Lista Belga / Holandesa | Lista Belga / Holandesa                 |
| Artista                 | Canción                 | Canción Sustituida...                   |
| ----------------------- | ----------------------- | --------------------------------------- |
| SingStar Rocks! TMF     |                         |                                         |
| Anouk                   | "Nobody's Wife"         | Bowling for Soup - "1985"               |
| Anouk                   | "Girl"                  | Hard-Fi - "Hard To Beat"                |
| De Kreuners             | "Ik Wil Je"             | Kasabian - "Club Foot"                  |
| Di-rect                 | "Adrenaline"            | Kings of Leon - "The Bucket"            |
| Golden Earring          | "Twilight Zone"         | Mäximo Park - "Apply Some Pressure"     |
| Golden Earring          | "Radar Love"            | Razorlight - "Somewhere Else"           |
| Heideroosjes            | "Iedereen Is Gek"       | Snow Patrol - "Run"                     |
| Peter Koelewijn         | "Kom Van Dat Dak Af"    | Stereophonics - "Dakota"                |
| Shocking Blue           | "Venus"                 | The Bravery - "An Honest Mistake"       |
| Soulwax                 | "Caramel"               | The Hives - "Hate to Say I Told You So" |
| Stash Stash             | "Sadness"               | The Undertones - "Teenage Kicks"        |

### Lista Croata
| Lista Croata      | Lista Croata                 | Lista Croata                                    |
| Artista           | Canción                      | Canción Sustituida...                           |
| ----------------- | ---------------------------- | ----------------------------------------------- |
| SingStar Rocks!   |                              |                                                 |
| Azra              | "A šta Da Radim"             | Bloc Party - "Banquet"                          |
| Bare i Plaćenici  | "Put Ka Sreći"               | Bowling For Soup - "1985"                       |
| Đavoli            | "Stojim Na Kantunu"          | Blur - "Song 2"                                 |
| En Face and Urban | "S Dlana Boga Si Pala"       | Coldplay - "Speed Of Sound"                     |
| Gibonni           | "Nek Se Dijete Zove Kao Ja"  | Hard-Fi - "Hard To Beat"                        |
| Gustafi           | "Sedan Dan"                  | Kasabian - "Club Foot"                          |
| Hladno Pivo       | "Zimmer Frei"                | Kings Of Leon - "The Bucket"                    |
| Hladno Pivo       | "Samo Za Taj Osjećaj"        | Keane - "Everybody's Changing"                  |
| Laufer            | "Svijet Za Nas"              | KT Tunstall - "Black Horse And The Cherry Tree" |
| Let3              | "Kontinentio"                | Mäximo Park - "Apply Some Pressure"             |
| Parni Valjak      | "Lutka Za Bal"               | Queen - "Don't Stop Me Now"                     |
| Prljavo Kazalište | "Heroj ulice"                | Razorlight - "Somewhere Else"                   |
| Psihomodo Pop     | "Ja Volim Samo Sebe"         | The Offspring - "Self-Esteem"                   |
| Vještice          | "Totalno Drukčiji Od Drugih" | Stereophonics - "Dakota"                        |
| Zadruga           | "Mala Čiči"                  | The Undertones - "Teenage Kicks"                |
|                   |                              | Thin Lizzy - "The Boys Are Back In Town"        |

### Lista Francesa
| Lista Francesa        | Lista Francesa                     | Lista Francesa                                  |
| Artista               | Canción                            | Canción Sustituida...                           |
| --------------------- | ---------------------------------- | ----------------------------------------------- |
| SingStar Rocks!       |                                    |                                                 |
| Arkol                 | "Vingt ans"                        | Bowling for Soup - "1985"                       |
| Bénabar               | "Y'a une fille qu'habite chez moi" | Deep Purple - "Smoke on the Water"              |
| Dionysos              | "Tes lacets sont des fées"         | Hard-Fi - "Hard To Beat"                        |
| Dolly                 | "C'est pour toi"                   | Kasabian - "Club Foot"                          |
| Elista                | "Je m'en vais"                     | Kings of Leon - "The Bucket"                    |
| Eskobar & Emma Daumas | "You Got Me"                       | KT Tunstall - "Black Horse And The Cherry Tree" |
| Kinito                | "La maison de disque"              | Maxïmo Park - "Apply Some Pressure"             |
| Kyo                   | "Dernière danse"                   | Stereophonics - "Dakota"                        |
| Kyo ft. Sita          | "Le chemin"                        | Queen - "Don't Stop Me Now"                     |
| Mass Hysteria         | "Remède"                           | Queens of the Stone Age - "Go with the Flow"    |
| M                     | "Je dis aime"                      | Razorlight - "Somewhere Else"                   |
| Miossec               | "Je m'en vais"                     | Snow Patrol - "Run"                             |
| Raphaël               | "Caravane"                         | The Bravery - "An Honest Mistake"               |
| Silmarils             | "Vas y avoir du sport"             | The Cardigans - "My Favourite Game"             |
| Sinclair              | "Supernova superstar"              | The Hives - "Hate to Say I Told You So"         |
| Sinclair              | "Ca m'fait plus mal"               | Scorpions - "Wind of Change"                    |
| Superbus              | "Radio Song"                       | The Undertones - "Teenage Kicks"                |
| Têtes Raides          | "Fragile"                          | Thin Lizzy - "The Boys Are Back in Town"        |